# Arberoa
La Vall d'Arberoa (francès: Vallée de l'Arberoue, èuscar:Arberoa Ibaia) és una vall dels Pirineus occidentals que forma part del País Basc del Nord dins el departament de Pirineus Atlàntics.

## Municipis
Els municipis que formen part de la vall són:
- Aiherra
- Armendaritze
- Bastida
- Donamartiri
- Donostiri
- Heleta
- Iholdi
- Irisarri
- Izturitze
- Mehaine